# Лобстер Джонсон
Лобстер Джонсон (англ. Lobster Johnson) — також відомий як Лобстер, це вигаданий персонаж коміксів про Хеллбоя від видавництва Dark Horse Comics, котрого придумав Майк Міньйола. Лобстер вперше появився в коміксі Hellboy: Conqueror Worm 2002 року. Він міг появитися у відміненому анімаційному фільмі "Hellboy: Shadow of the Claw". Має камео в фільмі Хеллбой: Повстання Кривавої Королеви.
Лобстер Джонсон — це месник у масці, відомий своєю жорстокістю до злочинців.

## Біографія
Лобстер почав свою кар'єру в 1932 році, працюючи з невеликою, але довіреною групою союзників з секретної бази в каналізаційних мережах Нью-Йорка. Разом вони боролися проти гангстерів, шпигунів тощо. У 1937 році команда зіткнулася з одним з найвпливовіших злодіїв на сьогоднішній день - незбагненним і незмірно потужним Мемнан Саа під час справи з Залізним Прометеєм. Хоча Лобстер і його союзники уникнули конфронтації з Саа, трагедії переслідували їх після того, як вони продовжували досліджувати його злочини і історію. Один за іншим союзники Лобстера зустріли різні жахливі та загадкові кінці, поки вони не припинили пошук. Незабаром після цього він прийняв пропозицію про працевлаштування від уряду Сполучених Штатів.
Разом з новим помічником, Лобстер, наприкінці 1930-х років, вів боротьбу з нацистськими ворогами Сполучених Штатів. На одній з його невдалих місій, під час якої один з нацистів утік з в'язниці і підірвав потяг з ученими, напарник Лобстера помер.
Останньою місією Лобстера стало завдання зупинити запуск у космос капсули нацистів з замку Ханте. Джонсон запізнився і капсула прорвалася, хоч і знищила замок разом з нацистами і самим Лобстером, вижив лише Герман Фон Клемпт.

## В інших медіа

### Фільми
Лобстер Джонсон має камео в фільмі Хеллбой: Повстання Кривавої Королеви

### Анімація
Лобстера Джонсона можна побачити на задньому плані під час початку обох мультфільмів.
Також Лобстер з'являється в сцені після титрів мультфільму "Хеллбой: Кров і Залізо", що натякає на продовження. Але, так як третій мультфільм відмінили, Джонсон так і не появився на екранах.

## Див. Також
- Хеллбой
- Ейб Сапієн
- Список коміксів усесвіту Хеллбоя